# Steger (Illinois)
Pour les articles homonymes, voir Steger.
Steger est un village situé dans les comtés de Cook et Will en proche banlieue de Chicago dans l'État de l'Illinois aux États-Unis.